# Journal des Luxus und der Moden

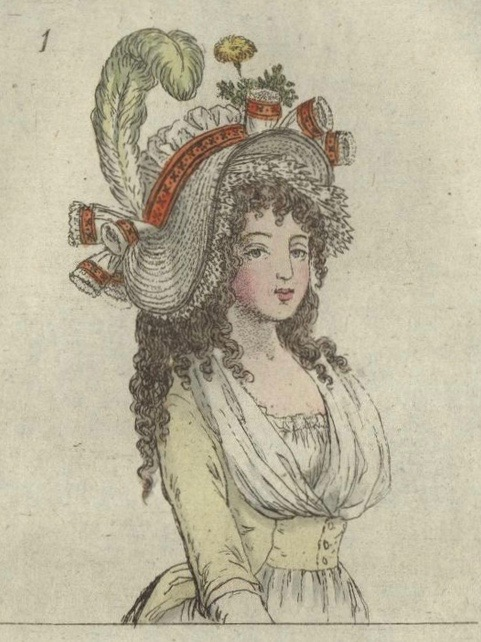
Journal des Luxus und der Moden, 1795.

Journal des Luxus und der Moden var en tysk modetidskrift som gavs ut i Weimar mellan 1786 och 1827. Det var den första modetidningen i Tyskland och en av de första modetidningarna i världen. 
Den skapades med Cabinet des Modes som förebild. 

## Bilder

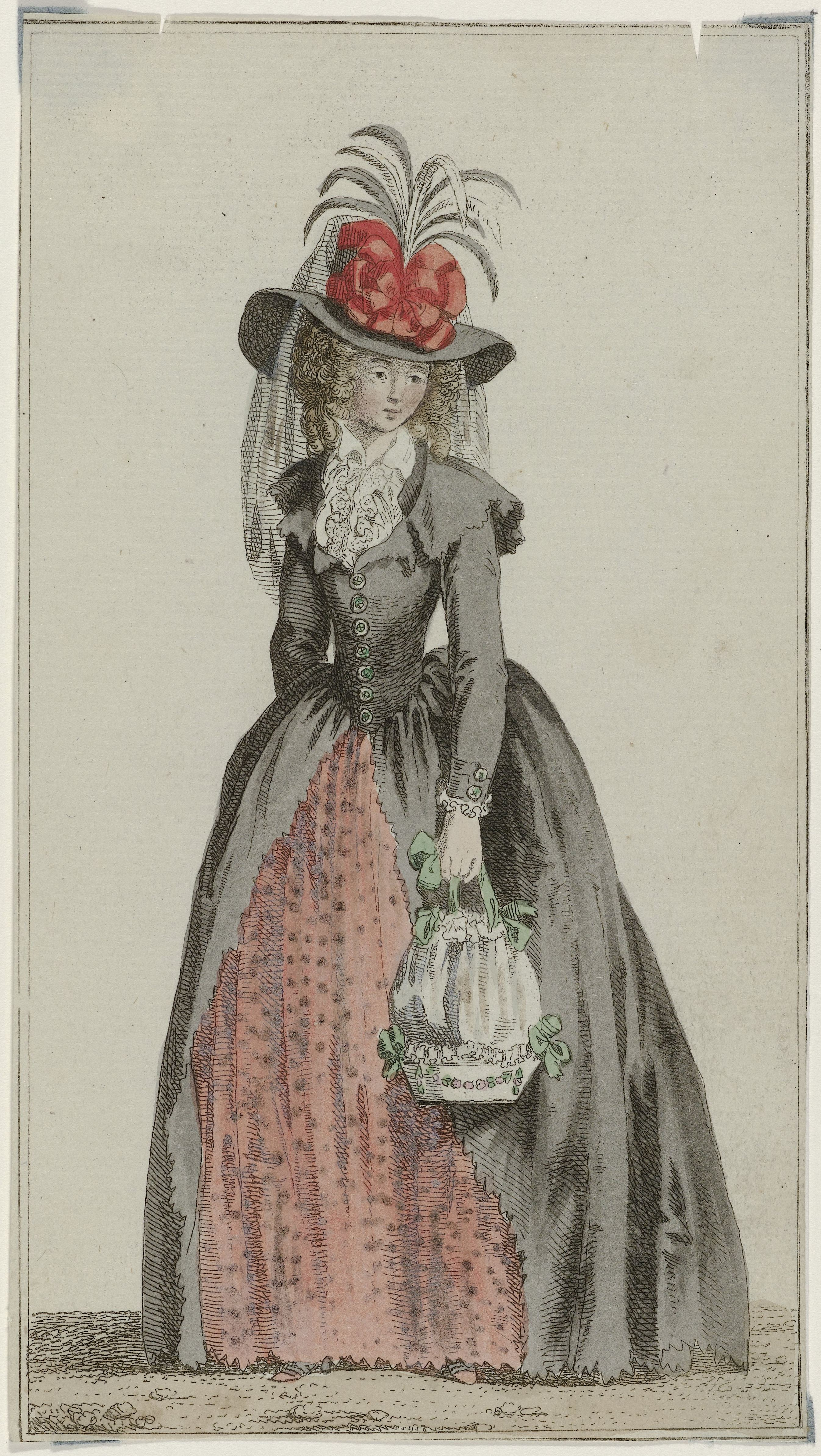
Journal des Luxus und der Moden, 1787
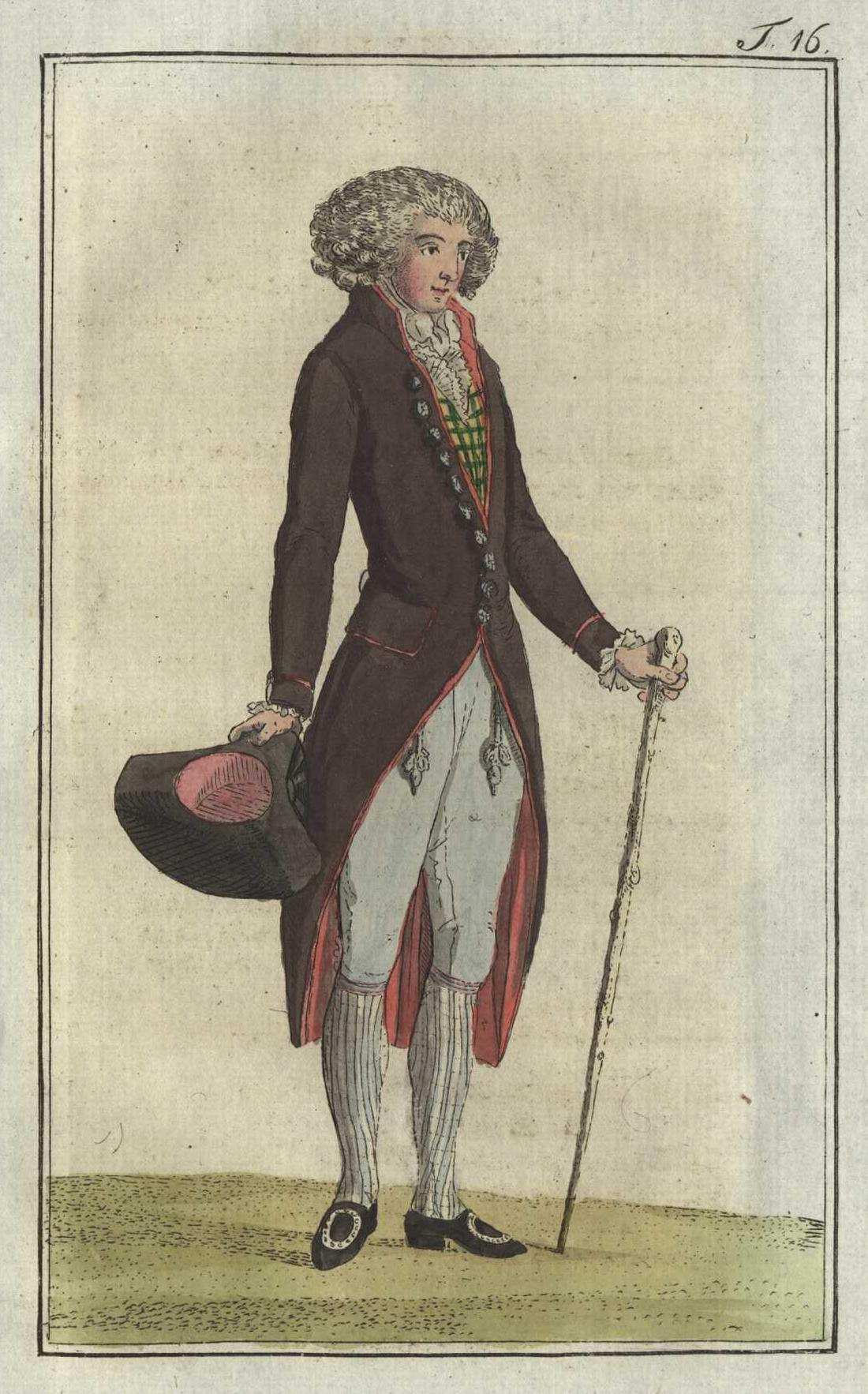
Deutscher Elegant 1789
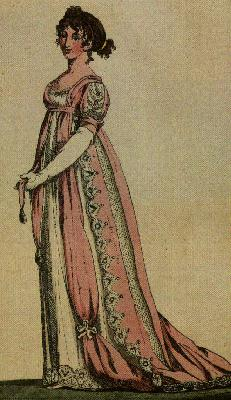
Journal-luxus.